# Conrad Noel

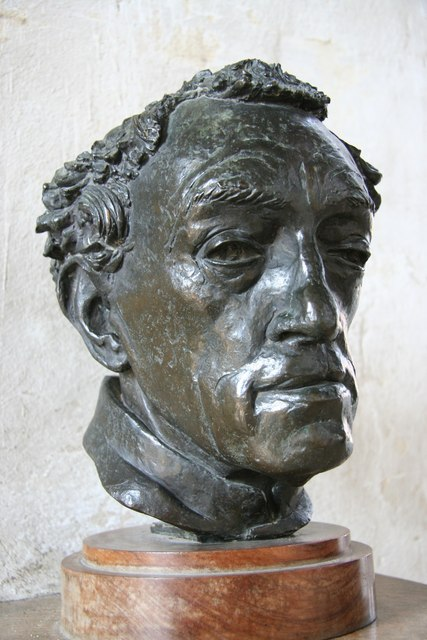
Buste van Conrad Noel in Thaxted Church

Conrad le Despenser Roden Noel (Kew Green, Londen, 12 juli 1869 - Thaxted, 22 juli 1942) was een Engels predikant (Kerk van Engeland) en socialist (bekend onder de naam "Red Vicar of Thaxted").

## Biografie
Conrad Noel was afkomstig uit de Britse adel. Zijn vader was de dichter Roden Noel (1834-1894), die enige tijd diende als kamerheer van koningin Victoria en zijn moeder was Alice de Broe, de dochter van een Zwitserse bankier. Zijn grootvader van vaderskant was Charles Noel, 1st Earl of Gainsborough (1781-1866), een Whig-politicus die lid was van het Lagerhuis. Diens vrouw, Lady Gainsborough, was gezelschapsdame van koningin Victoria. Ondanks de monarchistische sympathieën van zijn familie ontwikkelde Noel zich in republikeinse richting. De ouders van Noel waren allebei anglicaans, waarbij zijn moeder behoorde tot de calvinistische vleugel binnen de Kerk van Engeland. Noel distantieerde zich al vroeg van het calvinisme van zijn moeder en voelde zich aangetrokken tot het hoogkerkelijk anglo-katholicisme.
Hij bezocht de public schools (elitescholen) Wellington College (Berkshire) en Cheltenham College. Hij omschreef later in zijn Autobiography (pp. 12-14) dat er op deze scholen veel werd gepest en getreiterd, sommige leerlingen zwaar werden mishandeld door medeleerlingen en dat leerkrachten daar verder nauwelijks tegen op traden. Ook werd bij de leerlingen een superioriteitsgevoel gekweekt t.o.v. het gewone volk. De lesmethoden ("cramming") beschouwde hij als ineffectief.

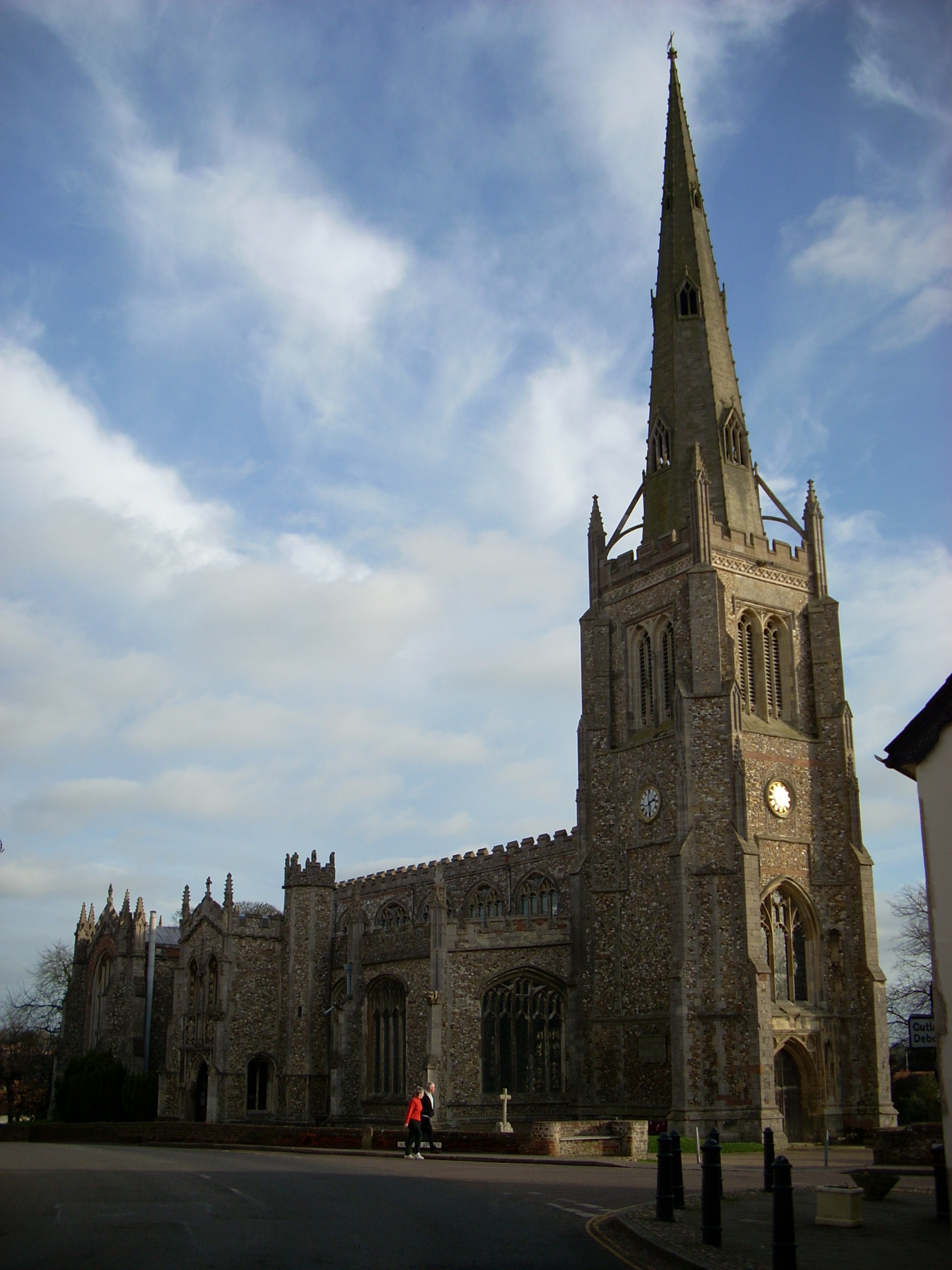
Thaxted Church (St John's Church)

Na zijn opleiding aan de public schools te hebben voltooid, bezocht Noel Corpus Christi College (Cambridge), maakte er schulden en studeerde er nauwelijks. Na een jaar werd hij door zijn vader - die zijn schulden moest aflossen - van de universiteit verwijderd en kreeg vervolgens privélessen in de klassieke talen, Engelse literatuur en dichtkunst van Herman Joynes. Na het afronden van zijn vooropleiding studeerde Noel theologie aan Chichester Theological College, Chichester met als doel om predikant te worden binnen de Kerk van Engeland. Zijn uitgesproken socialistische opvattingen zorgde ervoor dat zijn wijding vertraging opliep. In 1894 werd hij tot diaken gewijd en in 1904 tot priester. In 1910 werd hij priester te Thaxted in Essex en verwierf er in de loop der jaren de bijnaam "The red vicar of Thaxted". Noel liet aan zijn kerk de rode vlag, naast de vlaggen van Engeland en Sinn Féin aanbrengen, hetgeen tot heftige conflicten kwam met studenten aan de Universiteit van Cambridge die telkens in het holle van de nacht de rode vlag verwijderden. Deze episode wordt de "Battle of the Flags" genoemd. In 1922 sprak een kerkelijke rechtbank zich uit tegen het ophangen van de rode vlag, waarna Noel hem definitief liet verwijderen.
Veel aandacht besteedde Noel aan de liturgische vernieuwing, zo werden processies ingevoerd, de kerk van Thaxted verfraaid en muzikale omlijsting van de eredienst verbeterd. Hij was bevriend met de componist Gustav Holst, die een aantal jaren als organist werkzaam was in de kerk van Thaxted.
In 1911 sloot Noel zich aan bij de British Socialist Party en in 1918 was Noel oprichter van de socialistische organisatie Catholic Crusade. Een jaar eerder woonde hij een bijeenkomst in Londen bij ter gelegenheid van de Oktoberrevolutie in Rusland. Ondanks zijn sympathie voor het marxisme, liet hij zich eerder inspireren door de middeleeuwen en was een bewonderaar van William Morris en John Ruskin, maar nog meer liet hij zich inspireren door de oude kerkvaders. Zijn omgang met communisten leidde er toe dat een aantal van hen zich tot het Christendom bekeerden.
Van de vele publicaties van zijn hand, was zijn The Life of Jesus uit 1937 de meest succesvolle.  
Conrad Noel overleed op 22 juli 1942 aan de gevolgen van kanker.

## Publicaties (selectie)
- Socialism in Church History (1909)
- Ought Christians to be Socialists? (1909)
- The Meaning of Imperialism (1928)
- The Life of Jesus (1937)
- Conrad Noel. An Autobiography (1942)